# 小幡豊治

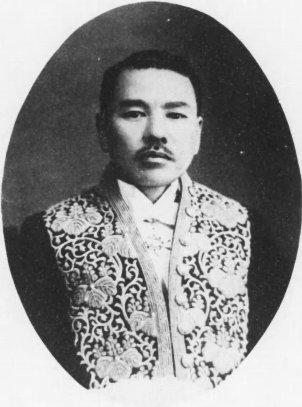
小幡豊治

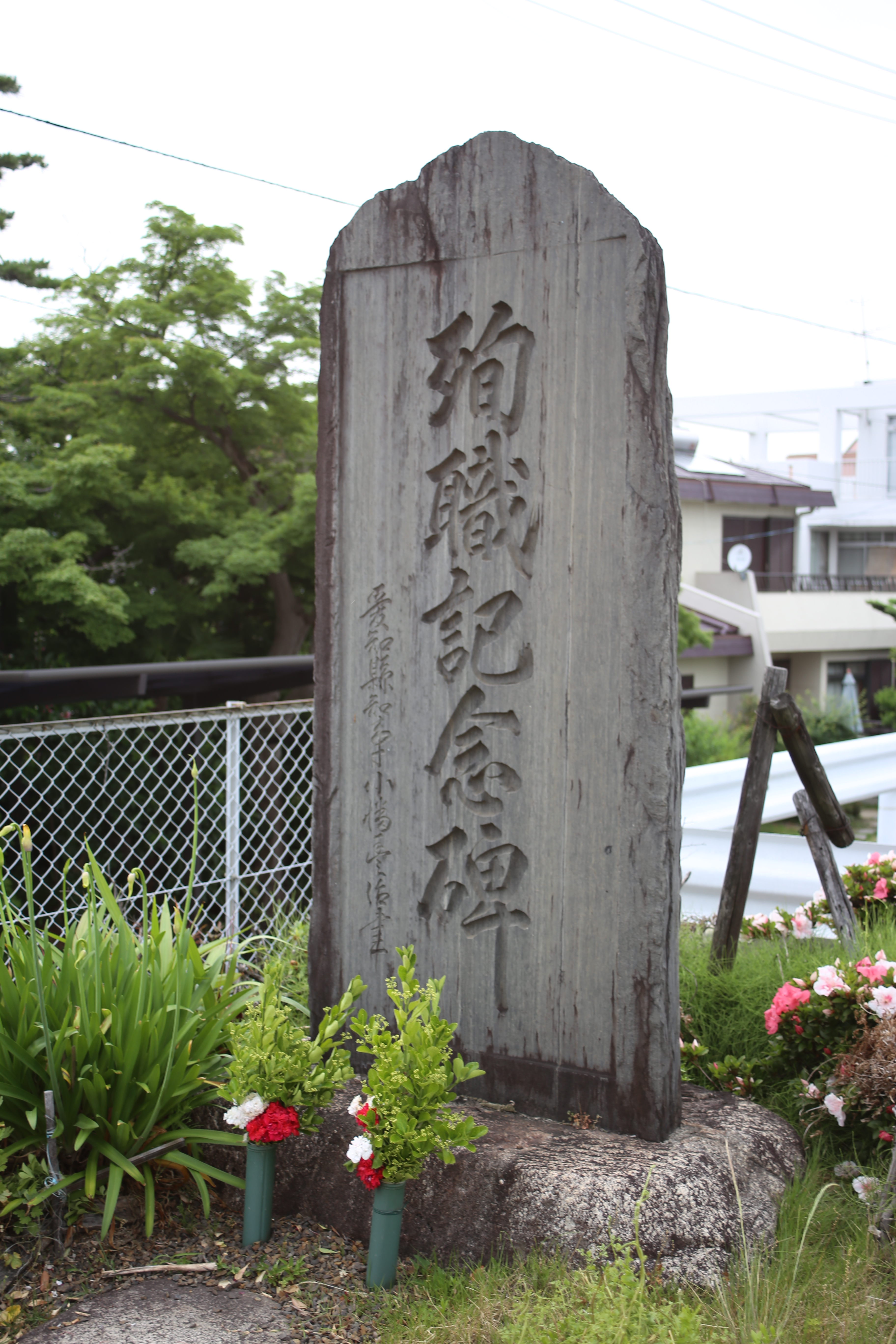
小幡が揮毫した名古屋事件の記念碑（名古屋市西区山木）。

小幡 豊治（おばた とよじ、1880年1月4日 - 1961年7月30日）は、日本の内務官僚、検察官、弁護士。政友会系県知事。

## 来歴
千葉県出身。小幡締次郎の三男として生まれる。1905年（明治38年）、東京帝国大学法科大学法律学科を卒業。司法省に入り、千葉地方裁判所・津地方裁判所・名古屋地方裁判所・浦和地方裁判所・東京地方裁判所などの検事を歴任。
1917年（大正6年）1月、内務省に転じ警視庁保安部長に就任。以後、愛知県・大阪府の各内務部長などを歴任。
1922年（大正11年）10月、高知県知事に就任し、郡道の県立移管問題や発電所の増設に尽力。さらに、鹿児島県知事、徳島県知事を務める。1926年（大正15年）9月28日に知事を休職。1927年（昭和2年）9月、愛知県知事となり、1929年（昭和4年）7月まで在任。1931年（昭和6年）12月、犬養内閣成立により新潟県知事に登用され、1932年（昭和7年）6月28日、知事を依願免本官となり退官した。
その後、東京で弁護士となり、豆陽金属工業株式会社監査役などを務めた。

## 親族
- 本人：小幡豊治
- 長男：小幡治和（参議院議員）[1]